# Marie-Claire Matip
Marie-Claire-Eléonore-Débochère Matip (sinh năm 1938) là một nhà văn người Cameroon sống ở Paris.
Con gái của một thủ lĩnh bộ lạc, bà được sinh ra ở Eséka; Cha bà có khoảng năm mươi đứa con từ nhiều bà mẹ khác nhau. Bà được học tại nhà lúc đầu và sau đó đi học tại địa phương. Sau đó, bà học tại một trường đại học dành cho các bà gái ở Douala, nơi bà viết tiểu thuyết Ngonda. Năm 1956, bà đã giành chiến thắng trong một cuộc thi do tạp chí Elle và Air France tài trợ cho phép bà đi du lịch đến Pháp; bà ấy trở lại vào năm sau Năm 1958, bà theo học chương trình tú tài tại Lycée Général Leclerc ở Yaoundé. Sau đó, bà học nghệ thuật và thần học tại Đại học Montpellier và triết học, tâm lý học và xã hội học tại Sorbonne, nhận bằng tiến sĩ từ tổ chức sau này.
Matip đã thiết lập một chương trình phát thanh Les beaux Samedis cho những người trẻ tuổi người Cameroon và làm người dẫn chương trình.
bà đã kết hôn và có năm đứa con, bao gồm bà con gái lớn Maa Tejomayee Devi (sinh ra là Esther Dobong'Na Essiene và còn được gọi là Estha Divine, Esta và Mataji), cũng là một ca sĩ, nhạc sĩ và hướng dẫn tâm linh và thầy chữa bệnh, KRIYA Giáo viên và giáo viên Yoga SURYA, nghệ sĩ biểu diễn người Pháp Erika., bà con gái quá cố Eva (được gọi là Chị Hewan) và bà con gái út Elga.
Cuốn tiểu thuyết tự truyện của bà Ngonda, xuất bản năm 1958, là một trong những văn bản tiếng Pháp đầu tiên được xuất bản bởi một người phụ nữ châu Phi.